# Chiesa di San Nicola a Nilo
La chiesa di San Nicola a Nilo si erge a Napoli in via San Biagio dei Librai, una delle strade più caratteristiche della città.

## Storia
Il Palazzo Mari occupava quasi tutta la parte sud dell’isolato compreso tra vico San Nicola, vico Fico e i due decumani ad eccezione della parte ceduta ai Carafa di Montorio per l’ampliamento del loro palazzo. Dopo il 1647 lo stabile venne donato a tale Sabato Anella, droghiere che vi ospitò i bambini rimasti orfani dei genitori a seguito della rivolta di Masaniello.
Inizialmente l’uomo li accompagnava a chiedere l’elemosina nelle strade della città e la sera trovarono riparo in una casa di sua proprietà, nei pressi del Sedile di Porto. Successivamente il viceré Conte di Onate, impietosito da questi piccoli orfani, chiese aiuto al marchese de' Mari che per ospitarli donò il suo palazzo, accanto al quale fu costruita una piccola chiesa dedicata a San Nicola Vescovo di Mira, protettore degli orfani e dei droghieri. Una volta lì, i piccoli vivevano secondo la regola monastica. Nel corso del tempo, il ritiro si trasformò in conservatorio aperto anche ad adolescenti più agiati.
L’aspetto attuale, caratterizzato da una scalinata curva a doppio rampante, risale al 1705 su progetto di Giuseppe Lucchesi Prezzolini il quale venne incaricato del rifacimento del complesso e della chiesa.
Ancora nel dopoguerra il conservatorio era una casa-albergo per anziani. Dopo i danni del terremoto dell'Irpinia del 1980 e il successivo restauro il complesso è stato assegnato alla Comunità di Sant'Egidio.

## Descrizione
La chiesa ha una pianta centrale per sfruttare al meglio il ristretto spazio a disposizione. La scelta architettonica contribuisce alla resa equilibrata dello spazio del vano circolare, sottolineato da coppie di colonne corinzie. L'eccellente illuminazione è stata resa possibile grazie agli ampi finestroni posti ai lati dell'ingresso. Di pregevole fattura sono le decorazioni interne, ulteriore espressione del Barocco napoletano. La volta è a botte, mentre sull’altare maggiore si trovava il dipinto raffigurante San Nicola nell’atto di proteggere gli orfani, realizzato da Luca Giordano nel 1658 e oggi esposto al Museo Civico del Maschio Angioino; mentre sui due laterali due tele di Giuseppe Castellano, attualmente in deposito. Nella parte inferiore, la facciata è tripartita da due colonne corinzie collocate ai lati del portale e staccate dalla parete. Ai due lati della rampa, vi sono due locali occupati da botteghe sin dal 1706, come si legge sulle lapidi dei rispettivi ingressi che precisa che l’atrio scala e le due botteghe non godevano di immunità ecclesiastica.